# Итальянско-канадские отношения
Итальянско-канадские отношения — двусторонние отношения между Италией и Канадой в политической, экономической и иных сферах.

## История
Двусторонние отношения уходят корнями в эпоху открытий и путешествий Джона Кабота. В 19 и 20 веках наблюдалась волна эмиграций итальянцев в Канаду.
На 2022 год около 1,5 млн канадцев (4 % населения Канады) имеют итальянские корни.

## Дипломатические отношения
Двусторонние отношения установлены в 1947 году.
Действует Консульская служба при посольстве, консульства в Монреале, Торонто, Ванкувере.
Посольство Канады в Италии одновременно является посольством в Алюбании и Сан-Марино.
Обе страны являются участниками Большой семёрки, Большой двадцатки, ООН.

## Договорно-правовая база
- Соглашение об экономическом и промышленном сотрудничестве (1 августа 1988)
- Соглашение об избежании двойного налогообложения в отношении подоходного налога и предотвращении уклонения от уплаты налогов (3 июня 2002)
- Соглашение о социальном обеспечении (22 мая 1995)

## В области экономии
В 2019 году Италия являлась седьмым экспортёром товаров в Канаду, вторым в Европе после Германии, превзойдя Великобританию. Объём экспорта итальянских товаров в Канаду в 2019 году составил 9,45 млрд канадских долларов. Объём экспорта Канады в Италию в 2019 году составил 3,2 млрд канадских долларов.
Структура экспорта Италии: машины и оборудование, продукция химической промышленности, автомобили, фармацевтическая продукция, драгоценности.
Структура экспорта Канады: продукция химической и фармацевтической промышленности.
Действует итальянская торговая комиссия в Монреале и Торонто.

## Правовое положение граждан
В Канаде на 2022 год проживает около 130 000 граждан Италии.

## В области образования
Действуют исследовательские программы и программы обмена между университетами.
Правительством Италии выделены стипендии для осуществления исследовательских проектов в итальянских университетах на соискание магистерской и докторской степени.

## В области культуры
Действуют институты культуры Италии в Монреале и Торонто.
В Канаде организуются Неделя итальянской кухни, Неделя итальянского языка, День итальянского дизайна, Фестиваль современного итальянского кино.
Действует Атташе по науке при посольстве Италии в Канаде.